# Clephydroneura dasi
Clephydroneura dasi är en tvåvingeart som beskrevs av Parui och Das 1995. Clephydroneura dasi ingår i släktet Clephydroneura och familjen rovflugor. Inga underarter finns listade i Catalogue of Life.